# Tras la virtud
Tras la virtud es un libro sobre filosofía moral de Alasdair MacIntyre. MacIntyre proporciona una visión desalentadora del estado del discurso moral moderno, considerándolo como no racional, sin admitir que es irracional. Afirma que las formas más antiguas de discurso moral estaban en mejor forma, destacando particularmente la filosofía moral de Aristóteles como un ejemplo. Es uno de los textos más importantes en el reciente resurgimiento de la ética de la virtud.[cita requerida]
El libro se publicó por primera vez en 1981 y desde entonces ha tenido por dos ediciones posteriores en inglés, que han agregado algo, pero no modificado, el texto original. La segunda edición, publicada en 1984, agrega un post scriptum que responde a los críticos de la primera edición; la tercera edición, publicada en 2007, contiene un nuevo prólogo titulado "Tras la virtud después de un cuarto de siglo".[cita requerida]

## Resumen
MacIntyre explica que Tras la Virtud sostiene siete afirmaciones centrales. Comienza con una alegoría sugerente la premisa de la novela de ciencia ficción, Cántico por Leibowitz: un mundo donde todas las ciencias han sido eliminadas de forma rápida y completa. MacIntyre se pregunta qué pasaría si las ciencias fueran re-ensambladas a partir de los restos de los conocimientos científicos que sobrevivieron a la catástrofe. 
Afirma que las nuevas ciencias, aunque superficialmente similares a las antiguas, de hecho estarían desprovistas de contenido científico real, porque las suposiciones y actitudes clave no estarían presentes. "La hipótesis que deseo avanzar", continúa, "es que en el mundo real en el que habitamos el lenguaje de la moralidad está en el mismo estado de grave desorden que el lenguaje de las ciencias naturales en el mundo imaginario que describí". Específicamente, MacIntyre aplica esta hipótesis para avanzar en la noción de que las estructuras morales que surgieron de la Ilustración estaban filosóficamente condenadas desde el principio porque se formaron utilizando el lenguaje de la moralidad incoherente antes mencionado. MacIntyre afirma que este fracaso abarca el trabajo de muchos filósofos morales ilustrados y posteriores a la Ilustración, incluidos Kierkegaard, Marx, Kant y Hume. Estos filósofos "fracasan debido a ciertas características compartidas derivadas de su trasfondo histórico muy específico". Ese trasfondo es el abandono por la Ilustración del aristotelismo, y en particular del concepto aristotélico de teleología.
La ética antigua y medieval, argumenta MacIntyre, se basaba por completo en la idea teleológica de que la vida humana tenía un fin o carácter adecuado, y que los seres humanos no podían alcanzar este fin natural sin preparación. La ciencia del Renacimiento rechazó la física teleológica de Aristóteles como un relato incorrecto e innecesario, lo cual llevó a la filosofía renacentista a hacer un rechazo similar en el ámbito de la ética. Pero despojada de la teleología, la ética como cuerpo de conocimientos fue expurgada de su contenido central, y solo permaneció como, esencialmente, una lista de vocabulario con pocas definiciones y sin contexto. Con un marco tan incompleto sobre el cual basar su comprensión moral, los filósofos de la Ilustración y sus sucesores estuvieron condenados desde el principio.
MacIntyre ilustra este punto a través de un ejemplo de un pueblo que, según él, experimentó una incoherencia similar en su propia tradición moral y ética: el pueblo polinesio del Pacífico Sur y sus tabúes. El rey Kamehameha II eliminó los tabúes de las personas para modernizar su sociedad y encontró poca o ninguna resistencia. Los polinesios no tuvieron problemas para abandonar sus antiguas tradiciones culturales y MacIntyre afirma que esto se debe a que los tabúes, aunque alguna vez fueron significativos para los isleños, habían sido separados durante siglos de su propósito espiritual y didáctico, convirtiéndose en un conjunto de prohibiciones arbitrarias. El hecho de que Kamehameha II pudiera abolirlos tan fácilmente y sin oposición es una evidencia, argumenta MacIntyre, de su incoherencia. Una incoherencia similar, argumenta, lastra el proyecto ético desde la Ilustración.
Otra razón que MacIntyre da para la condena de la Ilustración es el hecho de que atribuyó la regla moral al individuo. Afirma que esto hizo que la moralidad no fuera más que la opinión de un hombre y, por lo tanto, la filosofía se convirtió en un foro de reglas y principios inexplicablemente subjetivos. El fracaso del proyecto de la Ilustración, debido al abandono de una estructura teleológica, se demuestra por la inadecuación del emotivismo moral, que según MacIntyre reflejaría con precisión el estado de la moralidad moderna.[cita requerida]
MacIntyre ofrece una crítica de Friedrich Nietzsche, a quien llama el "Rey Kamehameha II de la tradición europea", en referencia a la alegoría polinesia anterior. MacIntyre explica que, "el hombre nietzscheano, el superhombre: el hombre que trasciende, no encuentra su bien en el mundo social hasta la fecha, sino solo en sí mismo, que dicta su nueva ley y su nueva tabla de las virtudes". Aunque no estaba de acuerdo con el punto de vista desigualitario y elitista de Nietzsche de la humanidad, reconoció la validez de la crítica de Nietzsche a la moralidad ilustrada como explicación de la degeneración de esta última en el emotivismo, y que, como Kamehameha II, Nietzsche había identificado los imperativos morales de su tiempo como arbitrarios e incoherentes, para exigir su abolición.
El crítico del siglo XIX que más y más profundamente ha influido en MacIntyre no es Nietzsche, sino Marx; de hecho, Tras la virtud se origina en los planes de MacIntyre para escribir un libro que repare las debilidades morales del marxismo. Su crítica del capitalismo, y su ideología liberal asociada y su estado burocrático (que incluye lo que, en Tras la virtud, condenó como el capitalismo de estado de la URSS) no se expresa en términos marxistas tradicionales. En cambio, está escrito como una defensa de las "prácticas" sociales ordinarias y de los "bienes internos a las prácticas". La búsqueda de estos ayuda a dar estructura narrativa e inteligibilidad a nuestras vidas, pero estos bienes deben ser defendidos contra su corrupción por las "instituciones", que persiguen tales "bienes externos" como el dinero, el poder y el estado (capítulos 14-15).
MacIntyre busca encontrar una alternativa a la filosofía de Nietzsche y finalmente concluye que solo el pensamiento aristotélico clásico puede esperar salvar a la humanidad occidental. Mientras que Nietzsche parece incluir la ética y la política aristotélica en su ataque a los "disfraces degenerados de la voluntad de poder", MacIntyre afirma que esto no se puede hacer debido a importantes diferencias entre la estructura y las suposiciones de Aristóteles y la filosofía de ilustración. Éstas incluyen:
- La suposición de Aristóteles de que el hombre es como es y que esto es distinto del hombre como debería ser. La Ilustración, por otro lado, no ofrece un marco metafísico en absoluto en lugar de la teleología.
- La afirmación de Aristóteles de que las reglas se basan en virtudes, que se derivan de una comprensión del telos. La Ilustración revirtió esto y predijo las virtudes en una comprensión de los principios subjetivos (pero supuestamente universales).
- La afirmación de Aristóteles de que la virtud y la moralidad son partes integrales de la sociedad, ya que una comprensión del telos debe ser social y no individual. En la Ilustración, sin embargo, las sociedades perdieron su autoridad moral y el individuo se convirtió en el intérprete fundamental de las cuestiones morales.

MacIntyre se opone al regreso de Nietzsche a la ética aristocrática de la Grecia homérica con el enfoque teleológico de la ética promovida por Aristóteles. La crítica de Nietzsche a la teoría moral de la Ilustración no funciona en contra de una ética teleológica. Para MacIntyre, "Nietzsche reemplaza las ficciones del individualismo de la Ilustración, del que es tan desdeñoso, con un conjunto de ficciones individualistas propias". El superhombre de Nietzsche, su solución a las mentiras de la Ilustración, expone el fracaso del proyecto epistemológico de la Ilustración y su búsqueda de una moralidad subjetiva pero universal. Nietzsche descuida el papel de la sociedad en la formación y comprensión de la tradición y la moralidad, y "el superhombre de Nietzsche no puede establecer relaciones equilibradas por el apelar a estándares o virtudes o bienes compartidos, él es su única autoridad moral y sus relaciones con los demás tienen que ser ejercicios de esa autoridad ... lo que será condenarse a sí mismo a ese solipsismo moral que constituye la grandeza nietzscheana ".
Tras la virtud termina planteando la pregunta "¿Nietzsche o Aristóteles?", Aunque MacIntyre reconoce que el libro no da argumentos suficientes para una respuesta definitiva, es Aristóteles, y no Nietzsche, quien señala la mejor solución para los problemas que ha diagnosticado. Esos motivos se exponen en las obras posteriores de MacIntyre, en las que elabora una revisión sofisticada de la tradición filosófica del aristotelismo.
Al final, sin embargo, MacIntyre nos dice que no estamos esperando a Godot, sino a San Benito. MacIntyre critica la filosofía política individualista, como A Theory of Justice, de John Rawls, y Anarchy, State, and Utopia, de Robert Nozick. Para MacIntyre, la moral y las virtudes solo pueden ser comprendidas a través de su relación con la comunidad de la que provienen. Mientras que Rawls nos dice que concibamos la justicia abstrayéndonos de quiénes somos (a través del velo de la ignorancia, por ejemplo) MacIntyre no está de acuerdo. En Tras la virtud sostiene la creencia de que para comprender quiénes somos, debemos entender de dónde venimos.

## Recepción
George Scialabba encontró After Virtue una fuerte crítica de la modernidad, pero afirmó que MacIntyre "vaciló" al concluir el argumento, cuando esbozó las características de cómo debería ser la vida virtuosa en las condiciones de la modernidad. En particular, Scialabba objetó la afirmación de MacIntyre de que la buena vida para los seres humanos consiste en contemplar la buena vida de los otros seres humanos. Scialabba encontró esto insuficiente y antihumano. Scialabba también argumentó que, aunque apreciaba la insistencia de MacIntyre en participar en la vida comunitaria como la mejor defensa contra los peligros de la modernidad, esta insistencia no se justificó con ninguna discusión sobre cómo conciliar la vida comunitaria con el espíritu crítico que Scialabba considera como uno de los grandes logros de la modernidad y de la empresa filosófica.
En una revisión de la teoría política, William E. Connolly sostiene que MacIntyre ve a Nietzsche como "el adversario a ser derrotado, pero la voz de Nietzsche no se escucha con claridad". Connolly objeta que la defensa de la virtud de MacIntyre no tiene en cuenta la crítica de Nietzsche; MacIntyre tampoco construye una cuenta de telos que no se base en la biología de la manera en que MacIntyre quería evitar, tal teoría no explica el hecho de que estamos encarnados.
Anthony Ellis, en la revista Philosophy, argumentó que el proyecto filosófico positivo de MacIntyre no se explica tan bien como se podría haber hecho: es "de opacidad desalentadora, aunque tentadoramente interesante", pero no se le ha dado suficiente espacio en el libro. Ellis también afirma que la crítica de Rawls y Nozick en After Virtue "es leve y asertiva".
En la Review of Metaphysics, Christos Evangeliou dijo que si el lector "hubiera esperado encontrar en este libro de manera concreta cómo se supone que una tradición aristotélica reanimada funciona para moldear ética y racionalmente el mundo moderno irracional y desordenado", "pueden quedar un poco decepcionado en sus expectativas".
Francis Wheen incluyó una breve crítica de After Virtue en su propio libro How Mumbo-Jumbo Conquered the World. El impulso del libro de Wheen era una defensa de los principios de la Ilustración contra varias corrientes del irracionalismo, y Wheen identificó a After Virtue y MacIntyre como uno de esas corrientes.